# Världsdagen för information om utvecklingsfrågor
Världsdagen för information om utvecklingsfrågor är en av FN:s internationella dagar som firats årligen den 24 oktober sedan 1973 för att uppmärksamma internationell samarbete och utveckling. Dagen sammanfaller med FN-dagen, detta då det var datumet för antagandet av FN:s Internationella utvecklingsstrategi för det andra utvecklingsdecenniet (International  Development  Strategy  for  the  Second 
Development  Decade) 1970.